# Ernest Hollings
Ernest Frederick "Fritz" Hollings, född 1 januari 1922 i Charleston, South Carolina, död 6 april 2019 på Isle of Palms i Charleston County, South Carolina, var en amerikansk demokratisk politiker. Han var viceguvernör i South Carolina 1955–1959 och därefter delstatens guvernör 1959–1963. Han representerade South Carolina som senator 1966–2005. Från och med 2025 är han den siste demokraten att inneha eller vinna en senatsplats i South Carolina.
Hollings utexaminerades 1942 från militärhögskolan The Citadel i Charleston, South Carolina. Han deltog sedan i andra världskriget i USA:s armé. Han dekorerades med Bronze Star för sina insatser i Frankrike och Tyskland 1944-1945. Han avlade 1947 juristexamen vid University of South Carolina.
Hollings tillträdde 1955 som viceguvernör. Han vann sedan guvernörsvalet 1958 och efterträdde 1959 George Bell Timmerman som guvernör. Han efterträddes 1963 av Donald S. Russell.
Hollings fyllnadsvaldes 1966 till USA:s senat. Han omvaldes 1968, 1974, 1980, 1986, 1992 och 1998. Han ställde upp utan framgång i demokraternas primärval inför presidentvalet i USA 1984. Hollings efterträddes 2005 som senator av Jim DeMint.